# Mycodrosophila poecilogastra
Mycodrosophila poecilogastra är en tvåvingeart som först beskrevs av Friedrich Hermann Loew 1874.  Mycodrosophila poecilogastra ingår i släktet Mycodrosophila och familjen daggflugor. Inga underarter finns listade i Catalogue of Life.